# سلمى بيرك
سلمى بيرك: (بالإنجليزية: Selma Burke)‏(Salma Burke) نحاتة أمريكية. قامت بتعليم الآخرين بشغفها للفن. أسست اثنين من المدارس الفنية، واحدة في نيويورك والاخرى في بيتسبيرغ في بنسلفانيا. أعمالها الفنية معروضة في واشنطن وكارولينا الشمالية. وهي معروفة بنحتها الغائر لوجه الرئيس الأمريكي فرانكين روزفلت على العملة المعدنية فئة العشرة سنتات سنة 1955.

## السيرة الذاتية
ولدت سلمى بيرك في 31 كانون الأول سنة 1900 من عائلة تعمل في الزراعة وكان والدها وزيرا لما يسمى بالكنيسة الاسقفية الميثودية الأفريقية الصهيونية. أظهرت اهتماما مبكرا في الفن، كانت والدتها تعتقد بأن عليها ايجاد عمل أكثر ايراد. تخرجت من مدرسة سانت أغيس للتمريض في رالي ثم انتقلت إلى هارلم لتعمل كممرضة. وفي هارلم التقت مع كلاودي مكاي في عصر نهضة هالرم وتاثر بالمركز الاجتماعي للفنون في هالرم وبدأت بتحقيق حلمها بأن تكون فنانة. حصلت على منحة من قببل مؤسسة روزنوالت سنة 1935 ومؤسسة بولر سنة 1936 الامر الذي مكنها من دراسة النحت في فيينا ومن ثم مع ارستيد ميلول في باريس. وبلغت ذروتها عندما حصلت على الماجستير في الفنون الجميلة من جامعة كولومبيا سنة 1941.
تم اختيار سلمى لنحت صورة الرئيس فرانكلين روزفلت لتكريم الحريات الاربع. انجز العمل سنة 1944 بأبعاد 2.5 قدم عرضا و3.5 قدم طولا وتم الكشف عنها في أيلول سنة 1945 في دائرة التسجيل العقاري في واشنطن حيث لا يزال هناك حتى يومنا هذا. يعتقد البعض بأن المنحوتة كانت مصدر إلهام لجون سينيك لنحت صورة الرئيس روزفلت على العملة المعدنية الا أنه رفض ذلك بشدة مدعيا بأن المسكوكة منجوتة سابقا سنة 1933 و1934 لمنحوتات للرئيس روفلت وكذلك صور أخرى له.
اهتمت سلمى بيرك بتدريس الفن للآخرين فأسست مدرسة سلمى بيرك للفن في نيويوك وكذلك مركز سلمى بيرك للفنون في بتسبرغ في بنسلفانيا الذي افتتح للسنوات (1968-1981) وكان مركزا أساسيا للفنون في بتسبرغ ولعب دورا أساسيا في ثقافة المجتمع، وكان المركز يعطي دورات من ورش الأعمال إلى فن الدمى. كما درست سلمى بيرك الفن في مدراس بتسبرغ لمدة 17 سنة.

## تقاعدها ووفاتها
تقاعدت سلمى بيرك في نيو هوب ببنسلفانيا وتوفيت في سنة 1995 عن عمر 94 سنة.

## شهاداتها الفخرية
سلمى بيرك عضوة فخرية في منظمة (دلتا سكما ثيتا) وحصلت على شهادة دكتوراه ثانية من كلية ليفنكستون سنة 1970، كما حصلت على ثمانية شهادات دكتوراه فخرية لمجهودها طوال حياتها. وتم تكريمها من قبل الرئيس جيمي كارتر سنة 1979 مشيدا بأنها منارة مضيئة لكل الفنانين الطامحين.

## أعمالها
آخر أعمال سلمى بيرك كانت تمثال الملك مارتن لوثر سنة 1980 الذي زينت به حديقة مارشال في شارلوت في كارولينا الشمالية وأعمالها تتواجد في:
- متحف جيمس أ مينشر للفنون في دولستون، بنسلفانيا
- متحف سميثسونيا للفن الأمريكي
- متحف مقاطعة كرينفيل للفنون في كرينفيل، كارولينا الشمالية
- موطن الإنسانية في كريستادال، ماثيوس، كارولينا الشمالية
- كلية سبيلمان في أتلانتا جورجيا
- جامعة أتلانتا في أتلانتا، جورجيا
- مكتبة نيويورك العامة، مركز تشمبرغ لأبحاث ثقافة السود، نيويورك
- مركز (هيل هاوس)،بتسبرغ، بنسلفانيا

## معرض صور

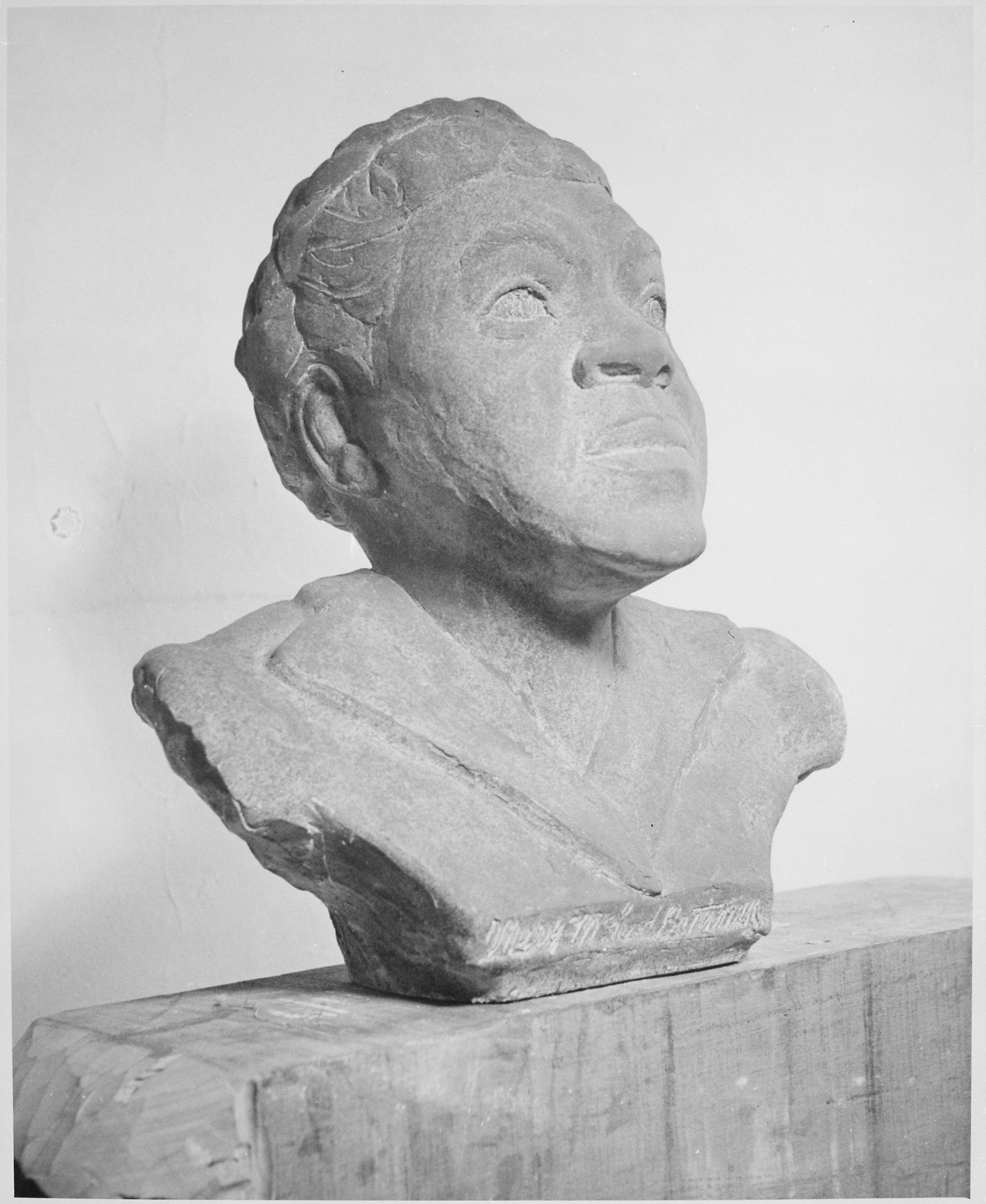
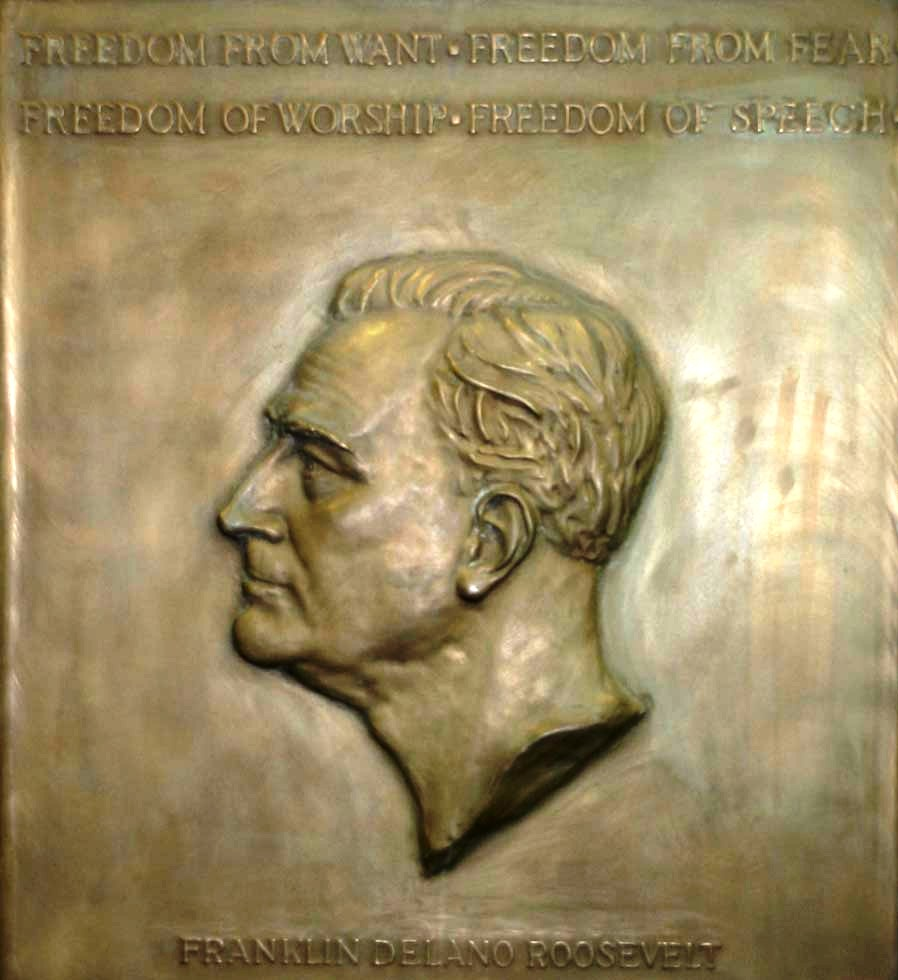
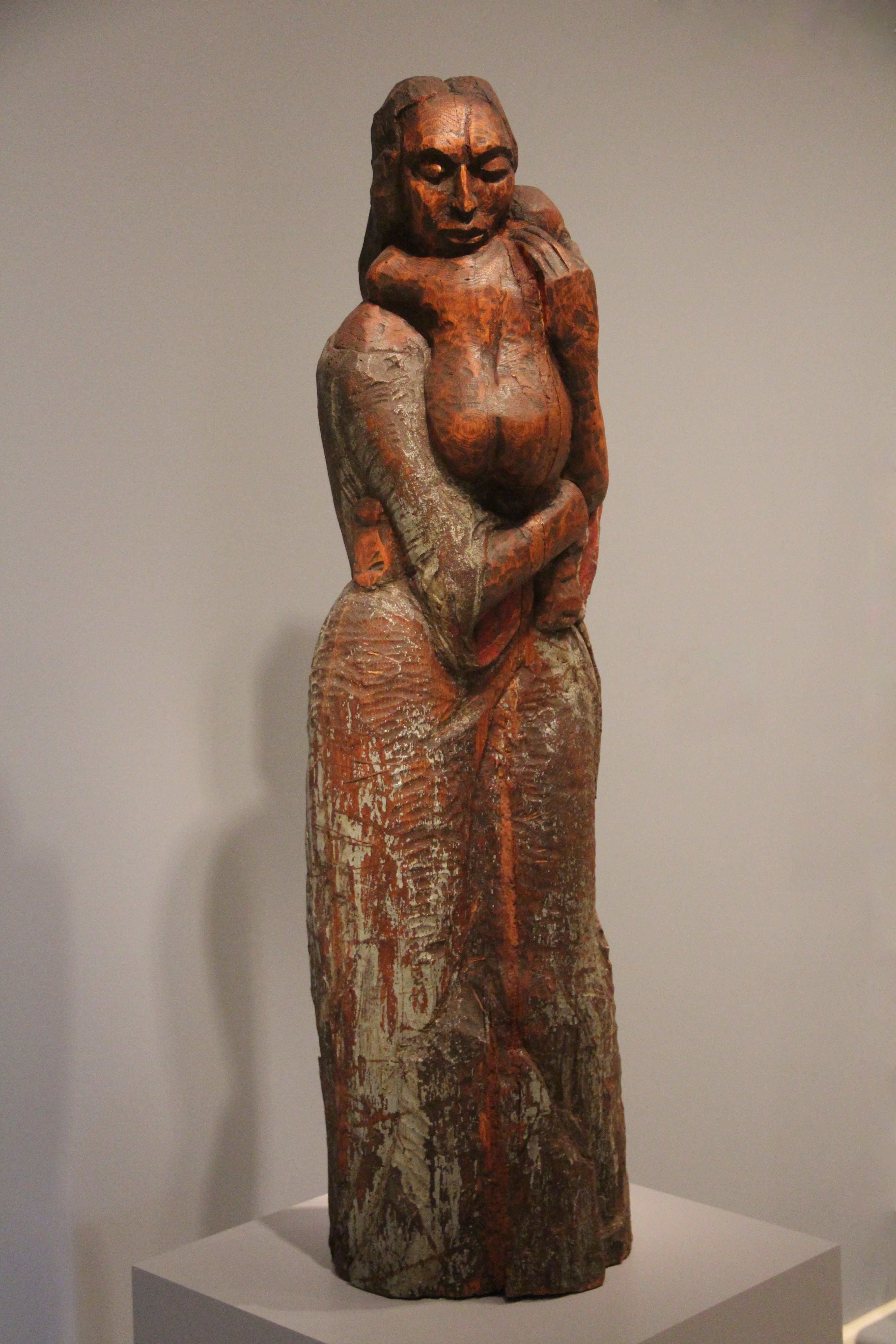
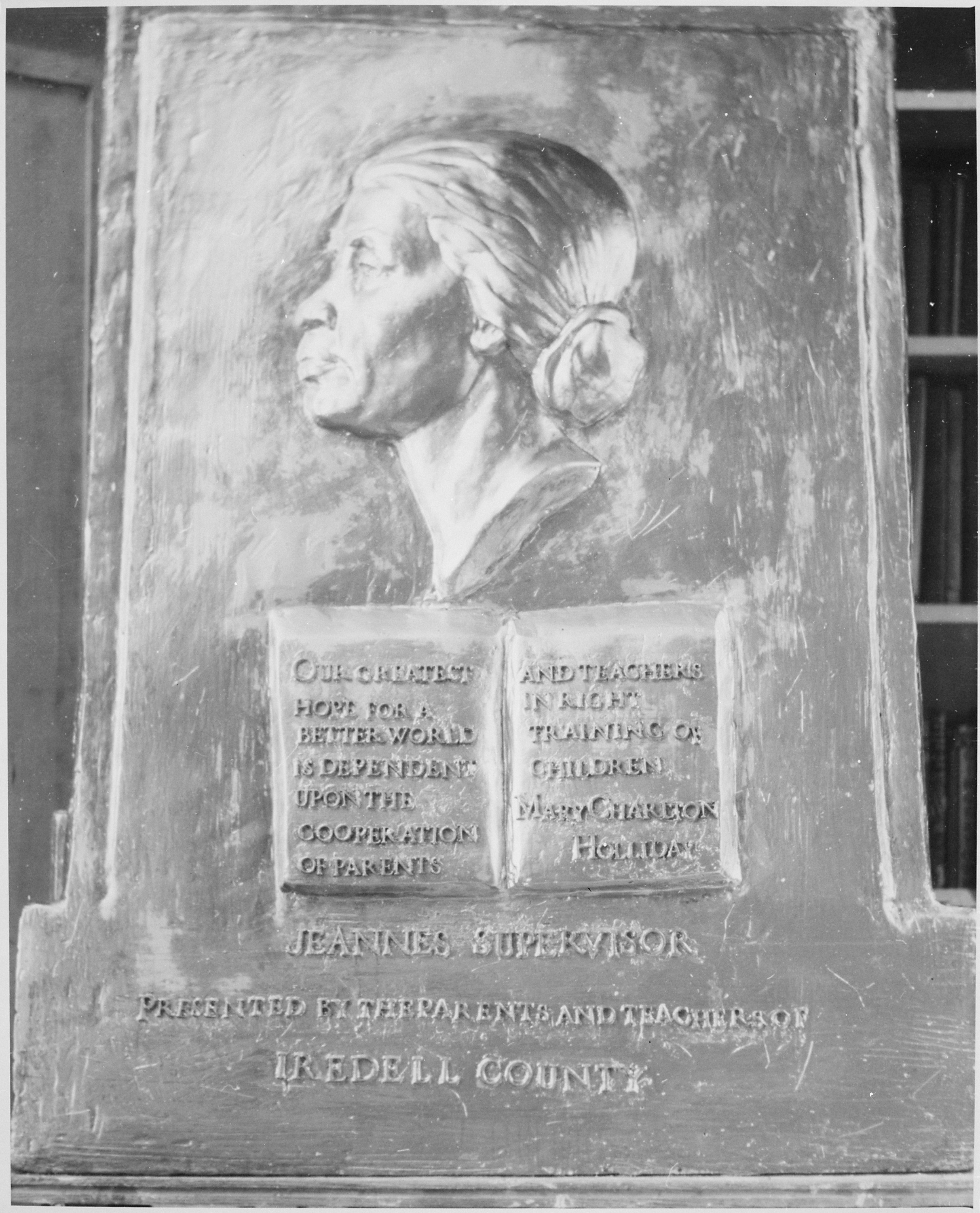
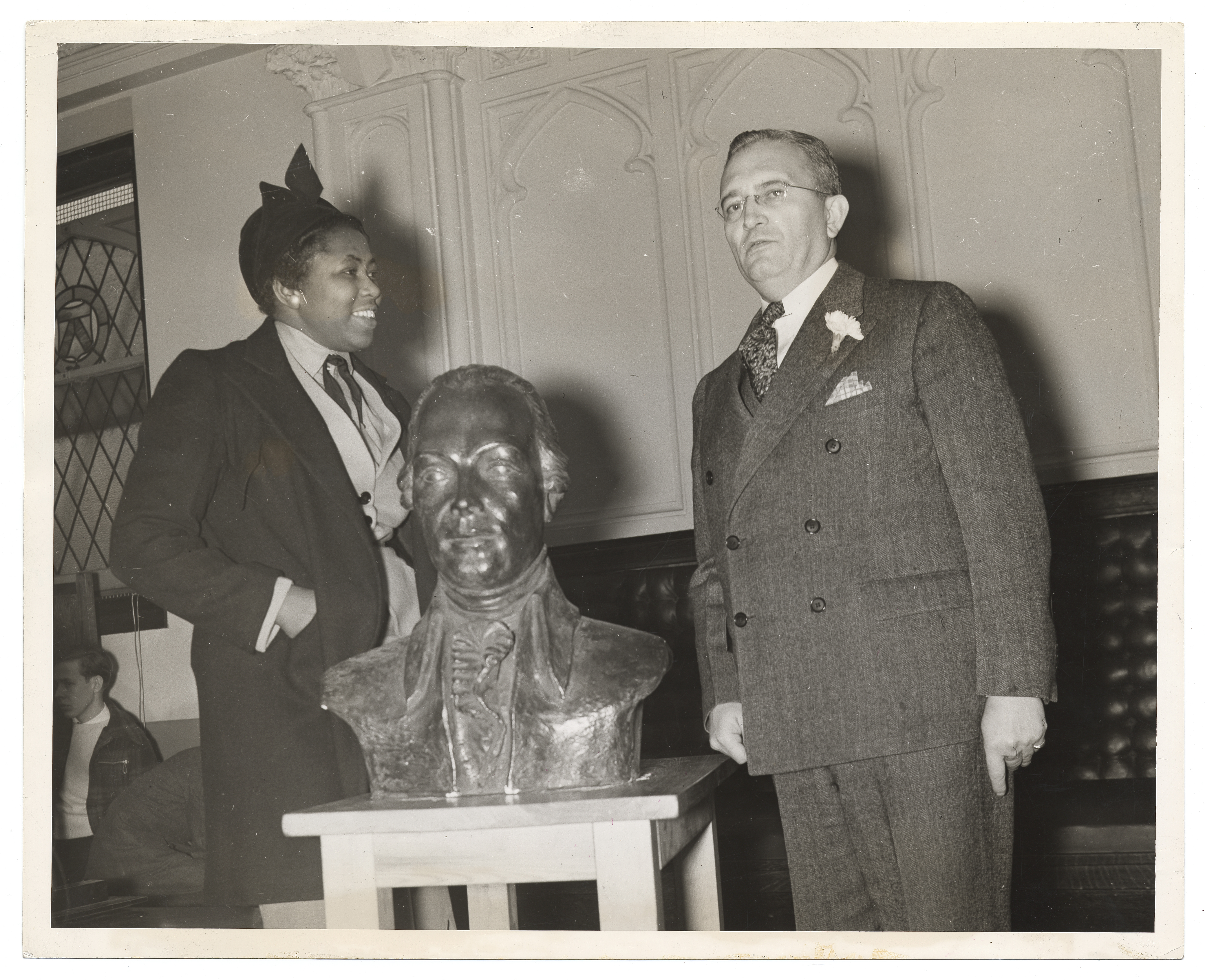